# Fabio Pecchia
Fabio Pecchia (Formia, Provincia de Latina, Italia, 24 de agosto de 1973) es un exfutbolista y entrenador italiano. Se desempeñaba en la posición de centrocampista. Actualmente sin club.

## Vida privada
Nació en la ciudad de Formia, entre Roma y Nápoles, pero es originario de Lenola. A pesar de su actividad como futbolista, logró graduarse en Derecho en la Universidad de Nápoles "Federico II", del que deriva su apodo de l'avvocato ("el abogado"). Ha tenido un papel relevante en la AIC (Asociación Italiana Futbolistas) y ha sido comentarista técnico de SKY Italia.

## Trayectoria

### Futbolista
Con 12 años de edad se agregó a las categorías inferiores del Avellino y debutó en el primer equipo en la temporada 1991/92 de la Serie B italiana, sumando 4 presencias. En la temporada siguiente, Pecchia fue confirmado por el club campano que, descendido a la tercera división, decidió dar espacio a muchos jóvenes. Así Pecchia se convirtió en un titular del mediocampo y terminó la temporada con 29 presencias y un gol.
El año siguiente debutó en la Serie A: inicialmente su pase fue adquirido por el Parma, sin embargo fue transferido al Napoli, entrenado por Marcello Lippi, que lo alineó como titular. Su primer partido fue contra Sampdoria el 29 de agosto de 1993. Hizo 4 goles en 33 partidos, contribuyendo a la clasificación del club partenopeo para la Copa de la UEFA. Se quedó por otras tres temporadas en el Napoli, del que fue también el capitán, totalizando 125 presencias y 15 tantos.
En la temporada 1997/98 pasó a la Juventus de Turín por 10 mil millones de liras italianas, reuniéndose con el técnico Lippi. Sumó 21 presencias y un gol contra el Empoli, ganando el Scudetto. Luego militó en varios clubes italianos de la Serie A y B: Sampdoria, Torino, otra temporada en el Napoli, Bologna, Como, Siena y Ascoli. En 2007 fichó por el Foggia de la tercera división, donde logró el papel de capitán. El mismo año volvió a la Serie B con el Frosinone, jugando 26 partidos y marcando un gol. En 2008 firmó otro contrato con el Foggia hasta 2010: sin embargo, en el verano de 2009 terminó su carrera deportiva y se convirtió en entrenador adjunto del club apuliano. 
En toda su carrera como futbolista, Pecchia totalizó 446 presencias y 50 goles: 337 presencias y 41 tantos en la Serie A, 62 presencias y 4 goles en la Serie B, 47 presencias y 5 goles en la Serie C1.

### Entrenador
Como entrenador comenzó siendo segundo de Antonio Porta en el Foggia. En 2011, se convirtió en el técnico del Gubbio, donde fue cesado tras un difícil comienzo de temporada. En junio de 2012 pasó al Latina: con el club de Lacio alcanzó buenos resultados, llevando al club a las primeras posiciones y a la final de la Copa Italia de la tercera división; sin embargo fue cesado el 8 de abril de 2013, después de la derrota de visitante contra el Benevento por 1 a 0.
El 21 de julio de 2013, firmó un contrato con el Napoli como segundo de Rafa Benítez.
El 3 de junio de 2015, siguió al técnico español en el Real Madrid en calidad de entrenador adjunto, hasta su cese el 4 de enero de 2016. Su siguiente destino, de nuevo como ayudante, fue en el Newcastle United.
El 2 de junio de 2016, se desvincula de la entidad británica para convertirse en el nuevo técnico del Hellas Verona. En su primera temporada, obtuvo el ascenso a la Serie A luego de finalizar en la segunda colocación.Sin embargo, en la máxima categoría no pudo evitar el penúltimo puesto y el descenso inmediato, dejando el liderato del equipo al final del campeonato.
El 14 de diciembre de 2018 fue nombrado nuevo entrenador del Avispa Fukuoka de Japón.En junio de 2019, presentó su renuncia por motivos personales.
El 29 de junio de 2019, Pecchia se unió a la Juventus como entrenador del equipo de reservas de la Serie C.En su primera temporada, alcanzó los cuartos de final en los play-offs y que culminó con el éxito histórico en la Coppa Italia Serie C, el primero en el fútbol profesional italiano para un equipo B, en junio de 2020 luego de vencer al Ternana en la final.
El 7 de enero de 2021, fue nombrado entrenador del Cremonese de la Serie B.Después de obtener al ascenso a la Serie A al final de la temporada 2021-22,renunció inesperadamente a su cargo el 21 de mayo de 2022.
El 2 de junio de 2022, pocos días después de dejar el Cremonese, Pecchia fue anunciado como nuevo entrenador del Parma.En su primera temporada, el club alcanzó las semifinales en los play-offs, pero terminó cayendo ante el Cagliari.Al año siguiente, el equipo finalizó en el primer lugar de la Serie B y obtuvo el ascenso a la máxima categoría del fútbol italiano.Sin embargo, el 17 de febrero de 2025, fue despedido de su cargo después de una serie de malos resultados que ubicaron al club en puestos de descenso.

## Selección nacional
Con la Selección sub-21 de Italia disputó 11 partidos entre 1993 y 1996, consagrándose campeón de la Eurocopa Sub-21 de 1996. También formó parte de la Selección Olímpica en los Juegos Olímpicos de Atlanta 1996.

### Participaciones en Eurocopas
| Eurocopa                | Sede   | Resultado |
| ----------------------- | ------ | --------- |
| Eurocopa Sub-21 de 1996 | España | Campeón   |

## Clubes

### Como futbolista
| Club          | País   | Año       |
| ------------- | ------ | --------- |
| Avellino      | Italia | 1991-1993 |
| SSC Napoli    | Italia | 1993-1997 |
| Juventus      | Italia | 1997-1998 |
| Sampdoria     | Italia | 1998-1999 |
| Torino        | Italia | 1999-2000 |
| SSC Napoli    | Italia | 2000-2001 |
| Bologna       | Italia | 2001-2002 |
| Calcio Como   | Italia | 2002-2003 |
| Bologna       | Italia | 2003-2004 |
| Siena         | Italia | 2004-2005 |
| Bologna       | Italia | 2005-2006 |
| Ascoli Calcio | Italia | 2006-2007 |
| Foggia        | Italia | 2007      |
| Frosinone     | Italia | 2007-2008 |
| Foggia        | Italia | 2008-2009 |

### Como entrenador
| Equipo                 | Div.                | Temporada           | Liga  | Liga | Liga | Liga | Liga |       | Copa | Copa | Copa | Copa  |   | Internacional | Internacional | Internacional | Internacional | Internacional |   | Otros | Otros | Otros | Otros |     | Totales     | Totales | Totales | Totales | Totales | Totales | Totales | Totales |
| Equipo                 | Div.                | Temporada           | Part. | G    | E    | P    | Pos. | Part. | G    | E    | P    | Part. | G | E             | P             | Pos.          | Part.         | G             | E | P     | Part. | G     | E     | P   | Rendimiento | GF      | GC      | Dif.    |         |         |         |         |
| ---------------------- | ------------------- | ------------------- | ----- | ---- | ---- | ---- | ---- | ----- | ---- | ---- | ---- | ----- | - | ------------- | ------------- | ------------- | ------------- | ------------- | - | ----- | ----- | ----- | ----- | --- | ----------- | ------- | ------- | ------- | ------- | ------- | ------- | ------- |
| Gubbio · Italia        | 2.ª                 | 2011-12             | 10    | 1    | 4    | 5    | Inc. | 2     | 1    | 1    | 0    | -     | - | -             | -             | -             | -             | -             | - | -     | 12    | 2     | 5     | 5   | 30.56%      | 16      | 26      | -10     |         |         |         |         |
| Gubbio · Italia        | Total               | Total               | 10    | 1    | 4    | 5    | -    | 2     | 1    | 1    | 0    | -     | - | -             | -             | -             | -             | -             | - | -     | 12    | 2     | 5     | 5   | 30.56%      | 16      | 26      | -10     |         |         |         |         |
| Latina · Italia        | 3.ª                 | 2012-13             | 26    | 13   | 8    | 5    | Inc. | 9     | 5    | 1    | 3    | -     | - | -             | -             | -             | -             | -             | - | -     | 35    | 18    | 9     | 8   | 60%         | 46      | 32      | +14     |         |         |         |         |
| Latina · Italia        | Total               | Total               | 26    | 13   | 8    | 5    | -    | 9     | 5    | 1    | 3    | -     | - | -             | -             | -             | -             | -             | - | -     | 35    | 18    | 9     | 8   | 60%         | 46      | 32      | +14     |         |         |         |         |
| Hellas Verona · Italia | 2.ª                 | 2016-17             | 42    | 20   | 14   | 8    | 2.º  | 3     | 2    | 0    | 1    | -     | - | -             | -             | -             | -             | -             | - | -     | 45    | 22    | 14    | 9   | 59.26%      | 68      | 46      | +22     |         |         |         |         |
| Hellas Verona · Italia | 1.ª                 | 2017-18             | 38    | 7    | 4    | 27   | 19.º | 3     | 1    | 1    | 1    | -     | - | -             | -             | -             | -             | -             | - | -     | 41    | 8     | 5     | 28  | 23.58%      | 34      | 83      | -49     |         |         |         |         |
| Hellas Verona · Italia | Total               | Total               | 80    | 27   | 18   | 35   | -    | 6     | 3    | 1    | 2    | -     | - | -             | -             | -             | -             | -             | - | -     | 86    | 30    | 19    | 37  | 42.24%      | 102     | 129     | -27     |         |         |         |         |
| Avispa Fukuoka Japón   | 2.ª                 | 2019                | 16    | 4    | 4    | 8    | Inc. | -     | -    | -    | -    | -     | - | -             | -             | -             | -             | -             | - | -     | 16    | 4     | 4     | 8   | 33.33%      | 13      | 21      | -8      |         |         |         |         |
| Avispa Fukuoka Japón   | Total               | Total               | 16    | 4    | 4    | 8    | -    | -     | -    | -    | -    | -     | - | -             | -             | -             | -             | -             | - | -     | 16    | 4     | 4     | 8   | 33.33%      | 13      | 21      | -8      |         |         |         |         |
| Cremonese · Italia     | 2.ª                 | 2020-21             | 21    | 9    | 6    | 6    | 13.º | -     | -    | -    | -    | -     | - | -             | -             | -             | -             | -             | - | -     | 21    | 9     | 6     | 6   | 52.38%      | 31      | 21      | +10     |         |         |         |         |
| Cremonese · Italia     | 2.ª                 | 2021-22             | 38    | 20   | 9    | 9    | 2.º  | 1     | 0    | 1    | 0    | -     | - | -             | -             | -             | -             | -             | - | -     | 39    | 20    | 10    | 9   | 59.83%      | 57      | 39      | +18     |         |         |         |         |
| Cremonese · Italia     | Total               | Total               | 59    | 29   | 15   | 15   | -    | 1     | 0    | 1    | 0    | -     | - | -             | -             | -             | -             | -             | - | -     | 60    | 29    | 16    | 15  | 57.22%      | 88      | 60      | +28     |         |         |         |         |
| Parma · Italia         | 2.ª                 | 2022-23             | 38    | 17   | 10   | 11   | 4.º  | 3     | 2    | 0    | 1    | -     | - | -             | -             | -             | 2             | 0             | 1 | 1     | 43    | 19    | 11    | 13  | 52.72%      | 54      | 44      | +10     |         |         |         |         |
| Parma · Italia         | 2.ª                 | 2023-24             | 38    | 21   | 13   | 4    | 1.º  | 3     | 2    | 1    | 0    | -     | - | -             | -             | -             | -             | -             | - | -     | 41    | 23    | 14    | 4   | 67.48%      | 75      | 39      | +36     |         |         |         |         |
| Parma · Italia         | 1.ª                 | 2024-25             | 25    | 4    | 8    | 13   | Inc. | 1     | 0    | 0    | 1    | -     | - | -             | -             | -             | -             | -             | - | -     | 26    | 4     | 8     | 14  | 25.64%      | 30      | 46      | -16     |         |         |         |         |
| Parma · Italia         | Total               | Total               | 101   | 42   | 31   | 28   | -    | 7     | 4    | 1    | 2    | -     | - | -             | -             | -             | 2             | 0             | 1 | 1     | 110   | 46    | 33    | 31  | 51.82%      | 159     | 127     | +32     |         |         |         |         |
| Total en su carrera    | Total en su carrera | Total en su carrera | 292   | 116  | 80   | 96   | -    | 25    | 13   | 5    | 7    | -     | - | -             | -             | -             | 2             | 0             | 1 | 1     | 319   | 129   | 86    | 104 | 49.43%      | 424     | 397     | +27     |         |         |         |         |
| 1. 2.                  |                     |                     |       |      |      |      |      |       |      |      |      |       |   |               |               |               |               |               |   |       |       |       |       |     |             |         |         |         |         |         |         |         |

#### Resumen por competiciones
| Competición              | Partidos | Ganados | Empatados | Perdidos | Ganados % |
| ------------------------ | -------- | ------- | --------- | -------- | --------- |
| Lega Pro Prima Divisione | 26       | 13      | 8         | 5        | 60.26%    |
| Serie B                  | 189      | 88      | 57        | 44       | 56.61%    |
| Serie A                  | 63       | 11      | 12        | 40       | 23.81%    |
| Coppa Italia Serie C     | 9        | 5       | 1         | 3        | 59.26%    |
| Copa Italia              | 16       | 8       | 4         | 4        | 58.33%    |
| J2 League                | 16       | 4       | 4         | 8        | 33.33%    |
| TOTAL                    | 319      | 129     | 86        | 104      | 49.43%    |

## Palmarés

### Como futbolista

#### Campeonatos nacionales
| Título               | Club     | País   | Año     |
| -------------------- | -------- | ------ | ------- |
| Serie A              | Juventus | Italia | 1997-98 |
| Supercopa de Italia  | Juventus | Italia | 1997    |
| Coppa Italia Serie C | Foggia   | Italia | 2006-07 |

#### Campeonatos internacionales
| Título          | Equipo        | Sede   | Año  |
| --------------- | ------------- | ------ | ---- |
| Eurocopa Sub-21 | Italia Sub-21 | España | 1996 |

### Como entrenador

#### Campeonatos nacionales
| Título               | Club              | País   | Año     |
| -------------------- | ----------------- | ------ | ------- |
| Coppa Italia Serie C | Juventus Next Gen | Italia | 2019-20 |
| Serie B              | Parma             | Italia | 2023-24 |